# Moteur Iveco Cursor
Le moteur Cursor est un moteur à combustion interne fabriqué par Fiat-Iveco Powertrain depuis 1998. C'est en réalité une très grande famille de moteurs, fleurons du groupe Fiat, conçus pour offrir des hautes performances aux équipements et matériels qui en sont dotés pour travailler dans des conditions extrêmes avec de faibles coûts d'exploitation et une productivité maximale. Leur conception d'origine a été assurée par les bureaux d'études Fiat-Iveco Motors intégrés dans la filiale Fiat Powertrain Industrial.
Cette famille de moteurs remplace la gamme des moteurs Fiat 8210 six cylindres en ligne et Fiat 8280 V8 qui ont équipé les véhicules lourds IVECO TurboTech et TurboStar et autres matériels fixes ou mobiles livrés sous la marque Fiat-AIFO aux différents constructeurs.

## Historique
C'est en 1998 que le groupe industriel italien dévoile au grand public une nouvelle génération de moteurs diesel hautes performances, la nouvelle série baptisée IVECO Cursor, des moteurs ayant tous une configuration six cylindres en ligne avec quatre soupapes en tête par cylindre. Pour la première fois au monde, un moteur de camion est doté d'un turbocompresseur à géométrie variable. Le motoriste et constructeur italien Fiat connaissant parfaitement ce procédé technique qu'il a inauguré pour la première fois sur une automobile dès 1991 avec la Fiat Croma.

## Première série Cursor 8 - 10 - 13
Cette première livrée de moteurs comprend trois modèles avec plusieurs niveaux de puissance pour chacun d'eux :
- C8 : fabriqué et mis en œuvre dès 1998 d'une cylindrée de 7 790 cm3 développant, selon les versions, 228/259/268 kW - 310/350/360 ch DIN de 1 700 à 2 500 tr/min, avec un couple maxi de 1 100 / 1 250 N m sur une plage de régimes allant de 1 000 à 1 750 tr/min ;
- C10 : à partir de 1999 d'une cylindrée de 10 308 cm3 développant 309/331 kW - 420/450 ch DIN ;
- C13 : à partir de 1999 d'une cylindrée de 12 882 cm3 développant 368/412 kW - 500/560 ch DIN.

### Cursor 8 -type F2B
Le nouveau moteur Fiat-Iveco Cursor 8 a une cylindrée de 7 790 cm3 avec un alésage de 115 mm et une course de 125 mm. Grâce à son turbocompresseur à géométrie variable, il développe un couple important dès les bas régimes (à peine 1 000 tr/min) et d'un couple maximal réparti sur une large plage de régimes avec une puissance maximale constante sur une plage allant de 1 700 à 2 400 tr/min selon les versions. L'électronique Magneti-Marelli gère l'alimentation et le fonctionnement du moteur. Les injecteurs disposent de huit trous et la pression atteint 1 500 bar. La puissance maximale a été bridée à 340 ch DIN à 3 000 tr/min dans une première série de moteurs mais la version « normale » présentée Cursor 8-350 propose une variante Economy qui consiste à mémoriser un réglage limitant à 2 000 tr/min le régime maxi du moteur et sa puissance à 270 ch DIN pour réduire encore plus la consommation en cas de circulation à vide ou avec un véhicule très peu chargé.
Les premiers tests du Cursor 8 ont débuté en mai 1995 avec 53 véhicules mobilisés qui ont parcouru plus de 8,5 millions de kilomètres à travers l'Europe, dans toutes les conditions et sous tous les climats.
Le Cursor 8 a été rapidement disponible en trois versions de 310, 330 et 360 ch DIN. Son poids est de 680 kg. Il a équipé les poids lourds IVECO EuroTech et EuroStar en premier puis IVECO EuroTrakker en 2000.

#### Évolution du Cursor 8
En 2006, le groupe Fiat lance un nouveau moteur dans la gamme Cursor : le Cursor 9, d'une cylindrée de 8 709 cm3 et équipé de l'injection Common Rail. Ce moteur a été développé à l'origine pour des utilisations tout-terrain. Il sera utilisé pour sa première application sur la moissonneuse-batteuse NH Tier 3.
Conscient des avantages que procure l'injection Common Rail, le motoriste italien va progressivement transformer toute sa gamme de moteurs : Tector/NEF, Cursor et Vector.
Avec l'adoption du système Common Rail, le moteur Cursor C8 devient C78. Tout en conservant la même cylindrée, il est retravaillé pour suivre l'évolution règlementaire des émissions polluantes et passe sans encombre les normes Euro 4 - 5 et 6. Sa puissance est portée à 228–265 kW / 310–360 ch DIN avec un couple élevé de 1 300–1 500 N m à 1 655 tr/min, couple et puissance maxi sont disponibles sur une vaste plage de régimes moteurs allant de 1 200 à 1 800 tr/min. Ce moteur n'a pas recours au système EGR grâce à sa conception avancée qui lui assure une efficacité optimale dans la combustion du carburant avec une économie très sensible.

#### Évolution du Cursor 13
En 2012, Fiat Powertrain Technologies présente la version Cursor 13-2 avec l'injection Common Rail et un turbocompresseur à deux niveaux. Le corps du moteur est conservé avec une cylindrée de 12 882 cm3 — 135 × 150 mm — Turbo Intercooler Common Rail HI-eSCR développant 570 ch DIN à 1 600 tr/min.
Un an plus tard, en 2013, le motoriste lance sur le marché les moteurs Cursor 11 et 13 Euro 6 destinés à équiper les véhicules lourds. Sa première application sera assurée par Iveco sur les Stralis et Trakker.
La gamme des moteurs Cursor diesel Common Rail Euro 5/6 est alors :
| Type        | Cylindrée (cm3) | Puissance kW (ch DIN) à tr/min | Couple N m à tr/min   | Émissions |
| ----------- | --------------- | ------------------------------ | --------------------- | --------- |
| C 78 ENT    | 7 790           | 228 (310) à 2 400              | 1 300 à 1 675         | Euro 5    |
| C 78 ENT    | 7 790           | 243 (330) à 2 400              | 1 400 à 1 655         | Euro 5    |
| C 78 ENT    | 7 790           | 265 (360) à 2 400              | 1 300 à 1 675         | Euro 5    |
| C 9         | 8 709           | 228 (310) à 1 650 / 2 200      | 1 300 à 1 100 / 1 650 | Euro 6    |
| C 9         | 8 709           | 243 (330) à 1 650 / 2 200      | 1 700 à 1 100 / 1 650 | Euro 6    |
| C 9         | 8 709           | 265 (360) à 1 530 / 2 200      | 1 650 à 1 200 / 1 550 | Euro 6    |
| C 9         | 8 709           | 294 (400) à 1 650 / 2 200      | 1 700 à 1 200 / 1 650 | Euro 6    |
| C 10 ENT    | 10 308          | 310 (420) à 2 100              | 1 900 à 1 550         | Euro 5    |
| C 10 ENT    | 10 308          | 330 (450] à 2 100              | 2 100 à 1 550         | Euro 5    |
| C 10 ENT    | 10 308          | 340 (460] à 2 100              | 2 100 à 1 550         | Euro 5    |
| C11         | 11 100          | 309 (420) à 1 450 / 1 900      | 2 000 à 870 / 1 500   | Euro 6    |
| C11         | 11 100          | 338 (460) à 1 500 / 1 900      | 2 150 à 925 / 1 500   | Euro 6    |
| C11         | 11 100          | 353 (480) à 1 460 / 1 900      | 2 300 à 970 / 1 500   | Euro 6    |
| C13         | 12 882          | 301 (410) à 1 900              | 1 900 à 1 500         | Euro 5    |
| C13         | 12 882          | 324 (440] à 1 900              | 2 200 à 1 400         | Euro 5    |
| C13         | 12 882          | 331 (450) à 1 900              | 2 200 à 1 400         | Euro 5    |
| C13         | 12 882          | 353 (460) à 1 900              | 2 100 à 1 500         | Euro 5    |
| C13         | 12 882          | 368 (500) à 1 900              | 2 300 à 1 500         | Euro 5    |
| C13         | 12 882          | 382 (520) à 1 900              | 2 300 à 1 600         | Euro 5    |
| C13         | 12 882          | 412 (560) à 1 900              | 2 500 à 1 575         | Euro 5    |
| C13 HI-eSCR | 12 882          | 302 (410) à 1 900              | 2 100 à 1 000         | Euro 6    |
| C13 HI-eSCR | 12 882          | 331 (450) à 1 900              | 2 200 à 1 000         | Euro 6    |
| C13 HI-eSCR | 12 882          | 368 (500) à 1 900              | 2 300 à 1 000         | Euro 6    |
| C13 HI-eSCR | 12 882          | 375 (510) à 1 900              | 2 300 à 1 000         | Euro 6    |
| C13 HI-eSCR | 12 882          | 412 (560) à 1 900              | 2 500 à 1 000         | Euro 6    |
| C13 HI-eSCR | 12 882          | 420 (571) à 1 900              | 2 500 à 1 000         | Euro 6    |

Tous ces moteurs diesel et GNV sont également disponibles dans les versions destinées à :
- les matériels agricoles ;
- les engins de travaux publics ;
- la marine ;
- les postes fixes : pompes industrielles, générateurs d'énergie, etc.

## Versions Cursor CNG / Natural Power
Le constructeur italien a toujours utilisé, depuis sa création en 1899, le gaz sous toutes ses formes (gaz naturel, GPL, méthane, etc.), comme carburant alternatif à l'essence et au diesel pour tous ses véhicules sauf les camions. C'est à partir de 1998, soit depuis plus de 20 ans, que les bureaux d'études du groupe Fiat ont lancé ce défi et ont acquis une expérience précieuse avec plus de 40 000 moteurs fonctionnant au gaz naturel. Aujourd'hui, FPT Industrial est resté un pionnier en la matière et est le leader mondial incontesté dans ce domaine. C'est, en effet, le seul constructeur au monde à proposer une gamme complète de moteurs fonctionnant au gaz naturel, avec des puissances allant de 136 à 460 ch DIN pour toutes les applications industrielles fixes et mobiles. Une gamme qui ne demande qu'à s’agrandir dans le futur. Tous les moteurs Fiat Powertrain peuvent fonctionner également avec du biométhane, ce qui leur permet d'être homologués avec des niveaux d’émission de CO2 très proches de zéro.
FPT Industrial propose également des solutions plus compactes que celles offertes avec des moteurs Cursor, tant pour les véhicules industriels que pour les utilitaires légers. Pour les poids lourds de 6 à 19 tonnes, le moteur Tector N60 Natural Gas est la solution la plus compacte et la plus efficace. Ce moteur six cylindres en ligne d'une cylindrée de six litres développe une puissance élevée, pouvant atteindre 204 ch DIN à 2 700 tr/min avec un couple élevé de 750 N m à 1 400 tr/min, quelle que soit la charge et le parcours. Par comparaison avec son équivalent Diesel, il permet des économies de carburant pouvant aller jusqu’à 30 %.
Dans le secteur des véhicules utilitaires légers, FPT Industrial propose la version gaz naturel du moteur le plus vendu au monde : le moteur F1C. Le moteur FPT F1C NG, qui équipe notamment la gamme Iveco Daily a connu un grand succès commercial grâce à sa robustesse et sa fiabilité légendaires, identiques à celles de la version Diesel, avec une puissance qui atteint 136 ch DIN et un couple maximum de 350 N m.
Au cours de ces 20 dernières années, FPT Industrial est devenu également un pionnier dans le secteur de l’agriculture, en équipant le premier tracteur à biométhane de la filiale du groupe Fiat pour l'agriculture Case New Holland d’un moteur spécialement conçu pour ce domaine d’application.
Le moteur FPT Industrial NEF 6 cylindres Natural Gas développe des performances similaires à celles de son équivalent Diesel, en termes de puissance, couple, durabilité et d’intervalles de maintenance, permettant ainsi aux utilisateurs finaux la même application sur le terrain. Comparé à un moteur Diesel, le NEF six cylindres NG permet une réduction de 10 % des émissions de CO2 et de 80 % des émissions polluantes globales. Sa combustion optimisée augmente l’efficacité du moteur et réduit les coûts d’exploitation de 10 à 30 % par rapport au moteur Diesel. Il abaisse également de 5 dB le niveau des vibrations et des bruits.

### Cursor 9 Natural Gas
L’année 2016 a été marquée par le lancement du moteur Cursor 9 Natural Gas, un six cylindres en ligne destiné à être installé sur des véhicules de transports lourds comme la collecte des ordures ménagères, au transport des personnes et de marchandises en milieu urbain et interurbain. Le moteur Cursor 9 Natural Gas offre une puissance de 400 ch DIN à 2 000 tr/min avec un couple de 1 700 N m à 1 200 tr/min, tout en ayant des émissions bien inférieures aux limites Euro VI.
Les émissions polluantes sont fortement réduites. Les essais et tests d'homologation des moteurs FPT Cursor C9 NP et C13 NP montrent un niveau de rejets en baisse de 90 % pour le NO2-, de 99 % pour les particules fines et de 95 % pour le CO2 avec l'utilisation du GNL ou du biométhane par rapport à un moteur équivalent diesel.

### Nouveau Cursor 13 Natural Power
Lancé en 2017, le nouveau moteur Cursor C13 NP Euro VI a été développé spécialement pour équiper les poids lourds assurant les longs trajets internationaux. Doté de 12,9 litres de cylindrée et d'un processus de combustion performant avec une optimisation du poids, ce moteur assure une efficacité maximale au niveau des consommations même sur les très longues distances. Les injecteurs de gaz de nouvelle génération ont permis d'obtenir des valeurs maximales de puissance et de couple.
Le moteur Cursor C13 NP offre le même niveau de puissance et de couple que les moteurs diesel Euro VI actuellement en service chez les transporteurs internationaux. Par contre, il améliore, s'il fallait, les records détenus par le moteur Cursor C9 NP avec :
- un couple en augmentation de 18 % ;
- une puissance augmentée de 15 % ;
- un meilleur rapport poids/puissance.

La nouvelle fonction Silent Mode à 71 dB(A) confère au moteur un avantage indéniable pour une utilisation parfaite en milieu urbain même nocturne.
Un avantage des moteurs Cursor NP réside dans un intervalle d'entretien nettement plus long. La fréquence de remplacement de l'huile préconisée par le constructeur a été portée à 90 000 km, la plus longue de tous les constructeurs.

### Gamme des Cursor NP pour véhicules routiers
| Type          | Cylindrée (cm3) | Puissance kW (ch DIN) à tr/min | Couple N m à tr/min   | Émissions |
| ------------- | --------------- | ------------------------------ | --------------------- | --------- |
| Cursor C8 NP  | 7 790           | 200 (270) à 2 000              | 1 100 à 1 100 / 1 750 | Euro 6    |
| Cursor C8 NP  | 7 790           | 221 (300) à 2 000              | 1 200 à 1 200 / 1 800 | Euro 6    |
| Cursor C8 NP  | 7 790           | 243 (330) à 2 000              | 1 300 à 1 200 / 1 800 | Euro 6    |
| Cursor C9 NP  | 8 709           | 294 (400) à 2 000              | 1 700 à 1 200 / 1 600 | Euro 6    |
| Cursor C13 NP | 12 882          | 338 (460) à 1 900              | 2 000 à 1 100 / 1 600 | Euro 6    |

### Utilisation des Cursor NP sur IVECO Stralis
La première utilisation pratique du moteur FPT Industrial Cursor C8 NP a été faite par le constructeur de poids lourds IVECO, filiale du groupe Fiat S.p.A., en septembre 2014 avec son nouveau modèle Stralis 330 NP.
Avec l'apparition du moteur Cursor C9 NP, IVECO a présenté en juin 2016 le Stralis 400 NP dont 1 000 exemplaires ont été livrés en Allemagne en 18 mois et 500 exemplaires au transporteur belge Jost.
Ce véhicule présente une autonomie de 1 400 km.
Lancé en octobre 2017, le nouveau Stralis 460 NP a fait sensation avec son autonomie démontrée lors d'un essai grandeur nature à l'automne 2018, entre Londres et Madrid, soit 1 728 km parcourus en deux jours et demi sans refaire le plein,.

### Futur Cursor C13 NP 500
Alors que le nouveau moteur Cursor C13 460NP vient à peine d'être connu et reconnu dans le monde des transporteurs que déjà IVECO a révélé fin novembre 2018 une nouvelle version de ce moteur C13 500NP EVO dont la puissance a été portée à 500 ch DIN.

## Le plus gros Cursor: le C16
Lors du Salon SaMoTer qui s'est ouvert le 7 mai 2014 à Vérone, Fiat-FPT a présenté le nouveau moteur Cursor 16, développé pour une utilisation sur des équipements industriels. Il a été utilisé la première fois sur la plus grosse moissonneuse-batteuse au monde, un modèle créé par la filiale agricole du groupe Fiat, Case-New Holland. Ce moteur six cylindres en ligne comme toute la gamme Cursor, dispose d'une cylindrée de 15 927 cm3 développant une puissance de 630 kW avec un couple de 3 500 N m à 1 400 tr/min.
Le 11 septembre 2018, FPT Industrial a présenté le nouveau moteur marin, le Cursor C16 1000 au cours de la première journée du « Cannes Yachting Festival ». Bien que ce nouveau moteur ait été présenté à cette occasion, il a remporté un record mondial. En mars 2018, en effet, une version spéciale du Cursor 16 a équipé le bateau qui a remporté le « Guiness World Record » de vitesse sur plan d'eau avec un moteur diesel avec un record mondial à 277,5 km/h. Ce record fait suite au prix « Diesel of the Year » obtenu par le Cursor 16 en 2014, lors de son lancement commercial.
Le Cursor C16 1000 reprend l'architecture six cylindres en ligne de toute la gamme Cursor alimenté par le système d'injection Common Rail de dernière génération avec un pression de 2 200 bar, développant une puissance de 1 000 ch DIN à 2 300 tr/min, une valeur jamais atteinte précédemment par un moteur de cette cylindrée.

### Caractéristiques techniques
- Alésage × course : 141,0 × 170,0 mm.
- Puissance maxi : 1 000 ch DIN à 2 300 tr/min.
- Couple maxi : 3 500 N m.
- Poids sec : 1 690 kg.
- Dimensions (L × l × h) : 1 465 × 1 136 × 1 160 mm.

## Utilisation

### Chez Iveco
| Variante           | Type              | Modèle                                            | Année           |
| ------------------ | ----------------- | ------------------------------------------------- | --------------- |
| Cursor 8 F2B       | Autobus urbain    | Irisbus Agora                                     | 2002 - 2005     |
| Cursor 8 F2B       | Autobus urbain    | Irisbus CityClass                                 | 2001 - 2008     |
| Cursor 8 F2B       | Autobus urbain    | Irisbus Citelis 10/12/18                          | 2005 - 2015     |
| Cursor 8 F2B       | Autobus urbain    | Irisbus Crealis                                   | 2008 - 2014     |
| Cursor 8 F2B       | Autobus intercity | Irisbus Citelis Line                              | 2005 - 2010     |
| Cursor 8 F2B       | Autocar           | Irisbus MyWay                                     | 2001 - 2007     |
| Cursor 8 F2B       | Autocar           | Karosa C 955                                      | 2001 - 2007     |
| Cursor 8 F2B       | Autocar           | Irisbus Ares                                      | 2002 - 2006     |
| Cursor 8 F2B       | Autocar           | Irisbus Axer                                      | 2001 - 2007     |
| Cursor 8 F2B       | Autocar           | Iveco 380 Euroclass                               | 2002 - 2006     |
| Cursor 8 F2B       | Autocar           | Irisbus New Domino HD/HDH                         | 2007 - 2010     |
| Cursor 8 F2B       | Camion            | Astra HD7 - HD7c                                  | 2000 - 2006     |
| Cursor 8 F2B       | Camion            | Iveco Trakker                                     | 2004 - en cours |
| Cursor 8 F2B       | Camion            | Iveco Stralis                                     | 2002 - en cours |
| Cursor 8 F2B       | Camion            | Iveco EuroTech                                    | 1998 - 2002     |
| Cursor 8 F2B       | Camion            | Iveco EuroStar                                    | 1998 - 2002     |
| Cursor 8 F2B       | Camion            | Iveco EuroTrakker                                 | 2000 - 2004     |
| Cursor 8 F2B       | Camion            | Iveco Magirus EuroFire                            | 2000 - en cours |
| Cursor 8 F2B       | Camion            | Iveco M170                                        | 2003 - en cours |
| Cursor 8 CNG       | Autobus urbain    | Irisbus CityClass 12/18                           | 2005 - 2008     |
| Cursor 8 CNG       | Autobus urbain    | Irisbus Agora 12                                  | 2002 - 2005     |
| Cursor 8 CNG       | Autobus urbain    | Irisbus Citelis 10/12/18                          | 2005 - 2015     |
| Cursor 8 CNG       | Autobus urbain    | Iveco Bus Urbanway 10/12/18                       | 2013 - 2022     |
| Cursor 9 F2C       | Autobus urbain    | Iveco Bus Urbanway 12                             | 2013 - en cours |
| Cursor 9 F2C       | Autobus urbain    | Iveco Bus Urbanway 18                             | 2013 - en cours |
| Cursor 9 F2C       | Autocar           | Irisbus MyWay                                     | 2001 - 2007     |
| Cursor 9 F2C       | Autocar           | Iveco Bus Magelys 12/13                           | 2014 - en cours |
| Cursor 9 F2C       | Autocar           | Iveco Bus Crossway 12/13                          | 2014 - en cours |
| Cursor 9 F2C       | Camion            | Iveco 682                                         | 2014 - en cours |
| Cursor 9 F2C       | Camion            | Iveco Magirus EuroFire                            | 2009 - en cours |
|                    |                   |                                                   |                 |
| Cursor 9 CNGF2CG   | Autocar           | Iveco Bus Crossway LE                             | 2017 - en cours |
| Cursor 9 CNGF2CG   | Autobus urbain    | Iveco Bus Urbanway 12                             | 2022 - en cours |
| Cursor 9 CNGF2CG   | Autobus urbain    | Iveco Bus Urbanway 18                             | 2022 - en cours |
| Cursor 10 F2C      | Autocar           | Irisbus Magelys HDH 12                            | 2008 - 2010     |
| Cursor 10 F2C      | Dumpers           | Astra RD 28C - Astra RD 32C                       | 1999 - en cours |
| Cursor 9 / 11 / 13 | Camions           | Iveco Stralis Iveco Trakker Iveco M250 Iveco M320 | 2010 - en cours |
| Cursor 13-2        | Camion            | Astra HD9                                         | 2011 - en cours |
| Cursor 13-2        | Dumper            | Astra RD 40                                       | 2010 - en cours |
| Cursor 16          | Camions           | Iveco M1250                                       | 2016 - en cours |

### Chez d'autres constructeurs
| Variante              | Type                    | Marque                                        | Modèle            |
| --------------------- | ----------------------- | --------------------------------------------- | ----------------- |
| Cursor 9 F2C          | Autobus urbain articulé | SOR                                           | NS 18             |
| Cursor 9 F2C          | Autobus urbain articulé | SOR                                           | NB 18             |
| Cursor 9 F2C          | Autobus urbain articulé | Heuliez Bus                                   | GX 437            |
| Cursor 9 F2C          | Autobus urbain articulé | Karsan - Menarini Bus                         | Citymood 18       |
| Cursor 9 F2C          | Autobus urbain          | Karsan - Menarini Bus                         | Citymood 10,6     |
| Cursor 9 F2C          | Autobus urbain          | Karsan - Menarini Bus                         | Citymood 12       |
| Cursor 9 F2C          | Autocar                 | VDL Bus & Autocars                            |                   |
| Cursor 9 F2C          | Vaporetto de Venise     | Azienda Consorzio Trasporti Veneziano (ACTV), |                   |
| Cursor 9 F2C          | Autocar                 | King Long                                     |                   |
| Cursor 9 F2C          | Autocar                 | Golden Dragon                                 |                   |
| Cursor 8 NG F2BG      | Autobus urbain articulé | SOR                                           | NBG 18            |
| Cursor 8 NG F2BG      | Autobus urbain          | SOR                                           | BNG 12            |
| Cursor 8 NG F2BG      | Autocar intercity       | SOR                                           | CNG 12            |
| Cursor 8 NG F2BG      | Autocar intercity       | SOR                                           | CNG 12,3          |
| Cursor 8 NG F2BG      | Autobus urbain          | Heuliez                                       | GX 337 CNG        |
| Cursor 8 NG F2BG      | Autobus urbain          | Karsan MenariniBus                            | Citymood 10,6 CNG |
| Cursor 8 NG F2BG      | Autobus urbain          | Karsan MenariniBus                            | Citymood 12 CNG   |
| Cursor 8 NG F2BG      | Autobus urbain          | Foton Motor & China Youthman Automotive       |                   |
| Cursor 11 HI-eSCR     | Autobus et autocar      | Daewoo Bus                                    |                   |
| Cursor 13 MAR I       | Moissonneuse-batteuse   | New Holland Agriculture CR8.90                |                   |
| Cursor 9 / 10 / 13    | Groupe électrogène      | 2H Energy                                     |                   |
| Cursor 9 / 13 / 16    | Groupe électrogène      | Teksan                                        |                   |
| Cursor 13 Euro 5      | Camion                  | Tata Daewoo Prima                             |                   |
| Cursor 11 / 13 Euro 6 | Camion                  | Tata Daewoo Prima                             |                   |

## Gamme FPT Cursor actuelle
- Cursor C8 - Euro 5 – 7 790 cm3 (115 × 125 mm) - 360 ch DIN à 2 400 tr/min / couple 1 500 N m à 1 655 tr/min.
- Cursor C78 - Euro 6 – 7 790 cm3 (115 × 125 mm) - 360 ch DIN à 2 400 tr/min - couple 1 500 N m à 1 655 tr/min.
- Cursor 8 NG - EEC Euro 6 – 7 790 cm3 (115 × 125 mm) - 325 ch DIN/243 kW - couple 1 300 N m à 1 740 tr/min.
- Cursor C9 – 8 710 cm3 (117 × 135 mm) - Euro 6 - 400 ch DIN/294 kW à 2 200 tr/min - couple 1 650 N m de 1 050 à 1 600 tr/min.
- Cursor C9 NG – 8 710 cm3 (117 × 135 mm) - Euro 6 - 294 kW à 2 000 tr/min - couple 1 700 N m à 1 250 tr/min.
- Cursor C10 – 10 308 cm3 (125 × 140 mm) - Euro 5 - 460 ch DIN/338 kW à 2 100 tr/min - couple 2 100 N m à 1 550 tr/min.
- Cursor C11 – 11 100 cm3 (117 × 144 mm) - Euro 6 - HI-eSCR - 480 ch DIN/353 kW - couple 2 250 N m à 1 050 tr/min – 2 300 à 950 tr/min.
- Cursor C13 – 12 900 cm3 (135 × 150 mm) - Euro 5 - 410/301 - 560 ch DIN/412 kW de 1 600 à 1 900 tr/min - couple 2 500 N m de 1 000 à 1 600 tr/min.
- Cursor C13 HI-eSCR - Euro 6 Common Rail - 571/420 - couple 2 500 N m à 1 000 tr/min.
- Cursor C13 NG – 12 900 cm3 (135 × 150 mm) - Euro 6 - 460 ch DIN/343 kW de 1 550 à 1 950 tr/min - couple 2 000 N m de 1 050 à 1 600 tr/min.
- Cursor C16 – 15 927 cm3 (141 × 170 mm) - Stage IV / Tier 4 final - 1 000 ch DIN/736 kW à 2 100 tr/min - couple 3 500 N m à 1 500 tr/min.